# Teorija uma
Teorija uma so misli in prepričanja, ki se nanašajo na miselni svet. Gre za posameznikovo razumevanje, pojmovanje in zavedanje lastnih mentalnih stanj in mentalnih stanj drugih.  To nam omogoča, vsakodnevno razumevanje ljudi oz. socialnih situacij. Nezmožnost razumevanja mentalnih stanj drugih – želja, prepričanj, čustev, namer in lastne interpretacije sveta pa je ena izmed temeljnih značilnosti avtizma.  

## Razvoj teorije uma
Razvoj teorije uma poteka postopoma. Wellman  opisuje tri razvojne stopnje, ki potekajo v obdobju od dveh do petih let. Trdi, da imajo že dveletni otroci razvito enostavno teorijo uma – psihologija želja, pri kateri razumejo, da je posameznikovo obnašanje pod vplivom njegovi želja. . Druga stopnja, t. i. psihologija prepričanja, želje se pojavi okoli tretjega leta, ko otrok že lahko razume, da so mentalna stanja reprezentacije, vendar jih še vedno razume kot posnetke realnosti in ne njene interpretacije.  Zadnja stopnja, t. i. prepričanja kot interpretacije in reprezentacije pa se pojavi, ko otrok razume napačna prepričanje. To pa je razumevanje, da posameznik verjame v nekaj kar ni točno. Na drugi strani pa Perner opisuje le dve stopnji in meni, da druga stopnja ne izniči razvojno nižje prve stopnje. Situacijska teorija obnašanja se kot prva stopnja pojavi pri približno 18 mesecih in je prevladujoča do približne starosti 4 ali 5 let. Otroci na tej stopnji razumejo vez med posameznikom in situacijo, resnično ali domišljijsko, in glede nanjo tudi presojajo. Triletni otroci tako že razumejo, da obstaja povezava med zaznavnimi informacijami in tem, kar vedo, vendar pa še ne morejo razložiti svojega vedenja ali vedenja drugih – ne razumejo, kako je posameznik prišel do tega vedenja. Poleg tega razumejo, da imajo lahko ljudje, ki vidijo ali slišijo različne variante istega dogodka, različna prepričanja o teh dogodkih, vendar pa ne uvidijo, da dve osebi, ki npr. vidita ali slišita isto stvar, lahko to interpretirata različno. Druga stopnja pa je podobna tretji stopnji pri Wellmanu, pri čemer Perner pravi, da za razumevanje napačnih prepričanj oz. razumevanje tega, da ima lahko nekdo zmotno prepričanje o realnosti, je potrebno, da ima otrok oblikovan koncept reprezentacij oz. ima, kot to stopnjo tudi imenuje, reprezentacijsko teorijo uma. 

## Ocenjevanje teorije uma
Za ocenjevanje teorije uma se uporablja različne naloge oz. preizkuse. Za ocenjevanje teorije uma dveletnih malčkov, ki temelji na t. i. psihologiji želja, je Wellman postavil malčku naslednjo nalogo. Malčku je predstavil dečka Sama, ki je želel najti svojega zajčka, da ga bo lahko odnesel s sabo v vrtec. Nato mu je povedal, da je zajček lahko skrit v enem ali drugem prostoru, Samo pa gre iskat zajčka v samo en prostor. Tam najde bodisi zajčka bodisi psička. Če je Samo našel zajčka, je malčka vprašal ali bo Samo tedaj šel v vrtec, v nasprotnem primeru pa ga je vprašal ali bo Samo iskal zajčka še kje drugje ali bo šel v vrtec. Rezultati raziskav so pokazali, da večina dveletnih malčkov presodi pravilno. Za razvojno višjo stopnjo, pa je Wellman predlagal nalogo, pri kateri testator najprej pokaže otroku dve lokaciji v prostoru, npr. škatlo in polico, kjer so spravljene knjige. Potem otroku predstavi lutko z imenom Ema in pove, da Ema misli, da so knjige spravljene samo na polici in da ne ve, da so tudi v škatli. Nato pa mu pove, da bi rada Ema nekaj knjig in postavi otroku vprašanje, kje bo Ema iskala knjige. Večina triletnih otrok že odgovori pravilno, da bo Ema iskala knjige le tam, kjer ve da so. Pri predvidevanju obnašanja tako v primerjavi z dveletnimi malčki ne upoštevajo zgolj posameznikove želje ampak tudi njegovo prepričanje. Za ocenjevanje teorije uma na stopnji otrokovega razumevanja napačnih prepričanj pa se najpogosteje uporablja nalogo »Ana in Nika«. Pri tem preizkusu testator pred otrokom odigra zgodbico, v kateri ima punčka Ana škatlo, Nika pa košaro in frnikolo, ki jo da v svojo košaro ter gre na sprehod. Vmes Ana prestavi frnikolo v svojo škatlo. Potem se Nika vrne in testator najprej vpraša otroka, kje je frnikola, nato pa še, kje bo Nika iskala frnikolo. Večina štiriletnikov je pri presojanju že zmožna upoštevati, da Nika ne ve, da je med njeno odsotnostjo Ana prestavila frnikolo v škatlo, in bo zato frnikolo iskala tam, kjer jo je pustila, torej v košari. Naloga, ki je tudi namenjena preizkusu razumevanja napačnih prepričanj, pa vključuje škatlo, katere zunanjost jasno izdaja njeno vsebino (npr. škatla bonbonov Smarties). Otroka testator vpraša, kaj misli, da je v škatli, in ko mu ta odgovori, da misli, da so notri bomboni, otroku pokaže, da so notri v resnici svinčniki. Svinčnike vrne v škatlo in otroka vpraša, kaj bo drug otrok mislil, da je v škatli.  Večina malčkov starih 3 leta na vprašanje odgovori »svinčniki«. Upoštevajo torej lastno vedenje in ne napačnega prepričanja drugega. Štiri letni otroci pa so že zmožni razumeti, da lahko ima posameznik napačno prepričanje in odgovorijo »Tudi drugi otrok bo mislil, da so notri bonboni«.  Ker se teorija uma  nanaša tudi na razumevanje lastnih mentalnih stanj, je otroka na koncu potrebno vprašati še, kaj je on najprej mislil, da je v škatli. Po navadi tri letni malčki odgovorijo, da so najprej mislili, da so v škatli svinčniki (ker so videli vsebino škatle). Tako torej nimajo težav le z razlikovanjem lastnih prepričanj od prepričanj drugih, temveč tudi težave z razumevanjem lastnih mentalnih stanj.